# Fenomenologie van het christendom
Fenomenologie van het christendom is het toepassen van de fenomenologische methode in de godsdienstwetenschappen en antropologie. 
De meest belangrijke stelregel van de fenomenologie van de religie is dat de gelovige altijd gelijk heeft en alle fenomenen worden beschreven vanuit een intern perspectief, zoals de gelovige het zelf zou beschrijven, zonder daarbij echter waardeoordelen te vestigen. De fenomenologie van de religie probeert aldus religie in al haar facetten zo uitgebreid mogelijk te beschrijven, zonder daarbij principiële discussies aan te gaan over de geldigheid van een bepaald religieus fenomeen.
Volgens de fenomenologische methode wordt een bepaalde geloofsrichting beschreven vanuit bepaalde categorieën, zoals rituelen, heilige boeken en ethiek.
In de fenomenologie van het christendom worden verschillende indelingen gebruikt. Een gangbare methode is de volgende:
- Geloof: De religieuze filosofie
- Religieuze ervaringen: De manier waarop religie wordt ervaren
- Heilige geschriften: Religieuze dogma's
- Rituelen: De religieuze handelingen
- Sociale structuren: Heilige tijd, plaats, personen en objecten
- Religieuze ethiek: Morele aspecten
- Heilige symbolen: Symbolen die de verbinding tussen mens en het heilige verwoorden

De fenomenologische studie is echter meer dan het categoriseren van religieuze fenomenen. Sommige fenomenen in de religie zijn heel moeilijk in een bepaald hokje te plaatsen. Het uiteindelijke doel is de vergelijkende studie van verschillende religies. Sommige onderzoekers herkennen op deze wijze bepaalde basisprincipes die aan nagenoeg iedere religie ten grondslag liggen en postuleren aldus het bestaan van een 'oerreligie'. Deze theorie wordt voornamelijk door de zogenaamde traditionalisten onderschreven, zoals Aldous Huxley en Mircea Eliade.

## Geloof
Het geloof als fenomeen is de verzameling van religieuze filosofieën. Het geloof onderscheidt zich van het weten doordat in het religieuze geloof vaak een verwijzing plaatsvindt naar een speciale categorie van de werkelijkheid, het transcendente. Het geloof kan zich uiten in het geloof in goden, geesten en legendarische helden, de verering van voorouders en natuurlijke objecten. Ook vallen hieronder de verschillende kosmologieën en de verschillende spirituele paden.
Afval (geloof) - Apocalyps - Bekering - Dogmatiek - Eindtijd - Epiklese Exegese - Geloof - Geloofsbelijdenis - Genade - Godsbewijs - Dag des oordeels - Oecumene - Opstanding - Orthodoxie - Predestinatie - Profetie - Reformatie - Schepping - Schuldbelijdenis - Secularisatie - Straf - Theodicee - Traditie - Transcendentie - Transsubstantiatie - Uitverkiezing - Vergeving - Verlossing - Verzoening - Vrijzinnigheid
Verschillende aspecten van religieuze filosofie zijn onder andere:

Eschatologie - Wonder - Ziel - Zondeval - Zondvloed
Voorbeelden van spirituele plaatsen zijn:

Duizendjarig rijk - Hel - Hemel - Hiernamaals - Koninkrijk van God - Paradijs - Vagevuur

## Religieuze ervaring
De religieuze ervaring is de gestructureerde wijze waarop een gelovige een relatie met het transcendente aangaat of een wijze waarop men ervan bewust kan worden, binnen de context van de religieuze traditie. Religieuze ervaringen kunnen zich onmiddellijk aan de gelovige voordoen of kunnen bemiddeld worden door bijvoorbeeld een priester.
Mystiek - Openbaring

### Religieuze praktijken
Ascese - bidden - Celibaat - Meditatie

### Spirituele wezens
Aartsengel - Adonai - Antichrist - Beschermheilige - Demon - Drie-eenheid - Duivel - Geest - Heilige Geest - Elohiem - Engel - God - HERE - Jahweh - Satan

## Heilige geschriften
Apocrief - Avesta - Bijbel - Boek van Mormon - Catechismus - Canon van de Bijbel - Een Cursus In Wonderen - Evangelie - Filokalia - Gemara - Nieuwe Testament - Oude Testament - Talmoed

## Rituelen
Aflaat - Avondmaal - Ban - Bedevaart - Biecht - Catechese - Communie - Consecratie - Doop - Doopsel - Epifanie - Eucharistie - Excommunicatie - Gebed - Heilig-Hart-verering - Huwelijk - Kruisweg - Liturgie - Liturgische kleuren - Mis - Oliesel - Preek - Rite - Sacrament - Sacramentalia - Volksdevotie - Vormsel - Zaligverklaring - Ziekenzalving

### Rituele voorwerpen
albe - Allerheiligste - Ambo - Amict - Antependium - Altaar - Ampul - Amulet - Ark - Baret - Bursa - Chrisma - Ciborie - Ciborievelum - Cingel - Conopeum - Corporale - Credens - Cruz de la Parra - Dalmatiek - Doksaal - Fetisj - Godslamp - Goud, wierook en mirre - Habijt - Heilige oliën - Hostie - Icoon - Kazuifel - Kelk - Kelkgerei - Kelklepeltje - Kelkvelum - Kerkorgel - Koorhemd - Koorkap - Kovel - Kruis - Liturgisch vaatwerk - Lunula - Mijter - Miskelk - Monstrans - Palla - Parament - Pateen - Pileolus - Pontificalia - Purificatorium - Pyxis - Relikwie - Rochet - Sacristiecredens - Scapulier - Stola - Superplie - Tabernakel - Tiara - Tintinnabulum - Toga - Wierook

### Feesten
Advent - Aswoensdag - Driekoningen - Goede Vrijdag - Hemelvaartsdag - Kerstmis - Maria-Tenhemelopneming - Paaszaterdag - Palmzondag - Pasen - Pinksteren - Witte Donderdag

## Sociale structuren

### Levende religieuze leiders
Paus Franciscus

### Historische personen
Augustinus - Heilige - Jezus Christus - Johannes Calvijn - Maarten Luther - Norbertus - Servatius

### Functies en titels
Aartsbisschop - Abdis - Abt - Acoliet - Bisschop - Coenobiet - Dekenaat - Diaken - Dominee - Heilige - Kapelaan - Kardinaal - Leek - Lekenbroeder - Martelaar - Messias - Metropoliet - monnik - non - Nuntius - Onderpastoor - Parochievicaris - Pastoor - Pastor - Pater - Patriarch - Paus - Plebaan - Pope - Prelaat - Priester - Primaat - Prins-bisschop - Prior - Zuster

### Kloosterordes
Benedictijnen - Cisterciënzers - Congregatie van Sint-Jan - Karmelieten - Kloosterorde - Sangha - Trappisten

### Plaatsen en gebouwen
Abdij - Basiliek - Bethlehem - Bisdom - Circarie - Częstochowa - Hoofdaltaar - Israël - Jeruzalem - Kapel - Kathedraal - Kerk - Klooster - Lourdes - Rome - Santiago de Compostela - Vaticaan - Zijaltaar

## Religieuze ethiek
Erfzonde - Goed en kwaad - Kardinale deugden - Tien geboden - Vroom - Zonde

## Heilige symbolen
Ichtus - INRI - Kruis